# Univar

Logo

Univar is een onderneming actief op het gebied van de distributie van chemische producten.

## Geschiedenis
De voorloper van het huidige Univar begon in 1867. Alfred Genis richtte toen een handelsbedrijf op in hygiënische en onderhoudsproducten. Dat bedrijf werd in 1904 overgenomen door de gebroeders Roland. In 1937 nam Marcel Roland het hele bedrijf over en veranderde de naam in Roland Frères. In 1950 werd het bedrijf omgedoopt in Roland NV. In 1991 werd met Pakhoed een Europese joint-venture opgericht voor distributie van chemicaliën. Na enkele kleine overnames werd bedrijf Roland in 1996 helemaal overgenomen door Pakhoed, dat zich bezighield met de logistiek en distributie van chemische producten. In 1999 fuseerde het bedrijf Pakhoed met concurrent Phs. van Ommeren NV en ging verder onder de naam Vopak.
In 2002 bleek de nieuwe combinatie Vopak minder succesvol dan gehoopt. Er bestond weinig overlap tussen de intercontinentale logistiek en de distributie van Roland. Het laatste werd afgesplitst onder de naam Univar en omvat inmiddels ook grote dochterondernemingen in onder meer de Verenigde Staten en Canada. Omdat de Amerikaanse tak van het bedrijf het grootste is, wordt de oprichting van deze voorloper in 1924 ook wel als oprichtingsdatum aangehouden.
Het bedrijf maakt een sterke groei door. In 1996 had Univar nog een omzet van $ 1,3 miljard en 10 jaar later was dit gestegen tot € 6,6 miljard. In 2006 beschikte het bedrijf over ongeveer 200 distributiecentra, met zo’n 8.000 werknemers waarvan overigens maar een klein deel in Nederland. Chemicaliën worden in bulk ingekocht en vervolgens in die centra verwerkt, gemengd, opnieuw verpakt en dan doorgeleverd.
In juli 2007 maakte de Britse investeringsmaatschappij CVC Capital Partners bekend Univar voor € 53,50 per aandeel, in totaal € 1,5 miljard, te willen overnemen en van de beurs te halen. Het werd hierin gesteund door HAL, de grootste aandeelhouder in Univar. In 2010 nam investeringsmaatschappij Clayton, Dubilier & Rice een belang van 42,5% in Univar. CVC houdt een even groot belang en de overige 15% van de aandelen zijn in handen van het Univar personeel en andere beleggers. De transactie reflecteert een totale waarde voor Univar van $ 4,2 miljard.
In juni 2015 ging Univar weer naar de beurs. Zo'n 35 miljoen aandelen zijn aangeboden tegen een koers van $ 22 en de opbrengst voor de verkopende partijen is $ 770 miljoen. Univar zelf plaatst 20 miljoen nieuwe aandelen en de overige 15 miljoen zijn van CVC. Na de plaatsing houden Clayton, Dubilier & Rice en CVC samen een belang van 55% in Univar.

## Univar tegenwoordig
Univar is tegenwoordig een multinational met 8700 werknemers en 300 distributiecentra in de Verenigde Staten, Canada en Europa.

### Resultaten
De jaaromzet van Univar ligt rond de $ 10 miljard sinds 2010. Van de omzet wordt zo’n 60% gerealiseerd in de Verenigde Staten, 15% in Canada en 20% in Europa, Afrika en het Midden-Oosten. Het bedrijfsresulaat is positief, maar door de hoge schuldenlast en de hoge rentekosten lijdt het bedrijf verlies. Met de opbrengst van de beursgang zal een deel van de schulden worden afgelost.
| Jaar | Omzet            | Bedrijfsresultaat | Nettoresultaat |
| ---- | ---------------- | ----------------- | -------------- |
| 2011 | $ 9718 miljoen   | $ 133 miljoen     | $ -176 miljoen |
| 2012 | $ 9747 miljoen   | $ 149 miljoen     | $ -197 miljoen |
| 2013 | $ 10.325 miljoen | $ 223 miljoen     | $ -82 miljoen  |
| 2014 | $ 10.374 miljoen | $ 215 miljoen     | $ -20 miljoen  |